# Lontakoani
Lontakoani est une commune rurale située dans le département de Liptougou de la province de la Gnagna dans la région de l'Est au Burkina Faso.

## Géographie
Lontakoani – qui est une commune agro-pastorale à centres d'habitations dispersés – est située à 8 km à l'Ouest de Liptougou.

## Santé et éducation
Le centre de soins le plus proche de Lontakoani est le centre de santé et de promotion sociale (CSPS) de Liptougou.